# Peperomia sachatzinzumba
Peperomia sachatzinzumba är en pepparväxtart som beskrevs av Trel. & Yunck.. Peperomia sachatzinzumba ingår i släktet peperomior, och familjen pepparväxter. Inga underarter finns listade i Catalogue of Life.